# AM 2026-424
AM 2026-424 ist ein interagierendes Galaxienpaar im Sternbild Mikroskop am Südsternhimmel. Die beiden etwa 700 Millionen Lichtjahre von uns entfernten Galaxien kollidieren miteinander, bei der der Prozess der Verschmelzung begonnen hat und das ganze Konstrukt wie ein „Gesicht“ aussieht. Die Zentralregionen der beiden Galaxien bilden dabei die „Augen“. Dadurch, dass die beiden Galaxien gleichsam frontal zusammenstießen, seien die Scheiben nach außen gezogen worden. Hierbei wurden die freien Mengen an Gas und Staub so stark durcheinandergewirbelt, dass eine ganze Welle an Sternengeburten ausgelöst wurde. Ein Ring junger Sterne leuchtet dabei blau und forme Nase, Mund und Rand des galaktischen Gesichts.